# زمین‌لرزه ترکیه
زمین‌لرزه ترکیه ممکن است به یکی از موارد زیر اشاره داشته باشد:
- زمین‌لرزه ۱۹۹۵ ترکیه
- زمین‌لرزه ژوئیه ۲۰۰۴ ترکیه
- زمین‌لرزه فوریه ۱۹۴۴ ترکیه
- زمین‌لرزه ۱۹۰۰ ترکیه
- زمین‌لرزه ۱۹۷۱ ترکیه
- زمین‌لرزه ۱۹۴۱ ترکیه
- زمین‌لرزه ۱۹۵۵ ترکیه
- زمین‌لرزه ۱۹۲۹ ترکیه
- زمین‌لرزه ژانویه ۱۹۴۳ ترکیه
- زمین‌لرزه ۱۹۴۵ ترکیه
- زمین‌لرزه ۱۹۴۶ ترکیه
- زمین‌لرزه ۱۹۵۲ ترکیه
- زمین‌لرزه ۱۹۵۷ ترکیه
- زمین‌لرزه ۱۹۷۷ ترکیه
- زمین‌لرزه مارس ۲۰۰۴ ترکیه
- زمین‌لرزه ۱۹۶۷ ترکیه
- زمین‌لرزه نوامبر ۱۹۴۳ ترکیه
- زمین‌لرزه ۱۹۶۹ ترکیه
- زمین‌لرزه ۱۹۰۳ ترکیه
- زمین‌لرزه ۱۹۶۸ ترکیه
- زمین‌لرزه ۲۰۰۲ ترکیه
- زمین‌لرزه ۱۹۸۶ ترکیه
- زمین‌لرزه اکتبر ۱۹۴۴ ترکیه
- زمین‌لرزه ۱۹۶۴ ترکیه
- زمین‌لرزه ۱۹۱۲ ترکیه